# Sisicottus montigenus
Sisicottus montigenus là một loài nhện trong họ Linyphiidae.
Loài này thuộc chi Sisicottus. Sisicottus montigenus được miêu tả năm 1938 bởi Bishop & Crosby.